# Drimia
Drimia is een geslacht uit de aspergefamilie (Asparagaceae). De soorten komen voor in het Middellandse Zeegebied, Afrika, Madagaskar, de Canarische Eilanden en India.

## Soorten
- Drimia acarophylla E.Brink & A.P.Dold
- Drimia albiflora (B.Nord.) J.C.Manning & Goldblatt
- Drimia altissima (L.f.) Ker Gawl.
- Drimia anomala (Baker) Baker
- Drimia aphylla (Forssk.) J.C.Manning & Goldblatt
- Drimia apiculata (H.Perrier) ined.
- Drimia arenicola (B.Nord.) J.C.Manning & Goldblatt
- Drimia aurantiaca (H.Lindb.) J.C.Manning & Goldblatt
- Drimia barkerae Oberm. ex J.C.Manning & Goldblatt
- Drimia basutica (E.Phillips) ined.
- Drimia brachystachys (Baker) Stedje
- Drimia calcarata (Baker) Stedje
- Drimia calcicola (H.Perrier) J.C.Manning & Goldblatt
- Drimia capensis (Burm.f.) Wijnands
- Drimia chalumnensis A.P.Dold & E.Brink
- Drimia ciliata (L.f.) J.C.Manning & Goldblatt
- Drimia congesta Bullock
- Drimia convallarioides (L.f.) J.C.Manning & Goldblatt
- Drimia cremnophila van Jaarsv.
- Drimia cryptopoda (Baker) Pfosser
- Drimia cyanelloides (Baker) J.C.Manning & Goldblatt
- Drimia cyathiformis (H.Perrier) J.C.Manning & Goldblatt
- Drimia delagoensis (Baker) Jessop
- Drimia dregei (Baker) J.C.Manning & Goldblatt
- Drimia duthieae (Adamson) Jessop
- Drimia echinostachya (Baker) Eggli & N.R.Crouch
- Drimia elata Jacq.
- Drimia excelsa J.C.Manning & Goldblatt
- Drimia exigua Stedje
- Drimia exuviata (Jacq.) Jessop
- Drimia fasciata (B.Nord.) J.C.Manning & Goldblatt
- Drimia filifolia (Poir.) J.C.Manning & Goldblatt
- Drimia fimbrimarginata Snijman
- Drimia flagellaris T.J.Edwards
- Drimia floribunda (H.Perrier) J.C.Manning & Goldblatt
- Drimia fragrans (Jacq.) J.C.Manning & Goldblatt
- Drimia fugax (Moris) Stearn
- Drimia glaucescens (Engl. & K.Krause) H.Scholz
- Drimia guineensis (Speta) J.C.Manning & Goldblatt
- Drimia haworthioides Baker
- Drimia hesperantha J.C.Manning & Goldblatt
- Drimia hesperia (Webb & Berthel.) J.C.Manning & Goldblatt
- Drimia hockii De Wild.
- Drimia hyacinthoides Baker
- Drimia incerta A.Chev. ex Hutch.
- Drimia indica (Roxb.) Jessop
- Drimia intermedia (H.Perrier) J.C.Manning & Goldblatt
- Drimia involuta (J.C.Manning & Snijman) J.C.Manning & Goldblatt
- Drimia karooica (Oberm.) J.C.Manning & Goldblatt
- Drimia kniphofioides (Baker) J.C.Manning & Goldblatt
- Drimia laxiflora Baker
- Drimia ledermannii K.Krause
- Drimia ligulata J.C.Manning & Goldblatt
- Drimia loedolffiae van Jaarsv.
- Drimia macrantha (Baker) Baker
- Drimia macrocarpa Stedje
- Drimia macrocentra (Baker) Jessop
- Drimia marginata (Thunb.) Jessop
- Drimia maritima (L.) Stearn
- Drimia mascarenensis (Baker) J.C.Manning & Goldblatt
- Drimia maura (Maire) J.C.Manning & Goldblatt
- Drimia media Jacq. ex Willd.
- Drimia montana A.P.Dold & E.Brink
- Drimia multifolia (G.J.Lewis) Jessop
- Drimia multisetosa (Baker) Jessop
- Drimia mzimvubuensis van Jaarsv.
- Drimia namibensis (Oberm.) J.C.Manning & Goldblatt
- Drimia nana (Snijman) J.C.Manning & Goldblatt
- Drimia noctiflora (Batt. & Trab.) Stearn
- Drimia numidica (Jord. & Fourr.) J.C.Manning & Goldblatt
- Drimia occultans G.Will.
- Drimia oliverorum J.C.Manning
- Drimia ollivieri (Maire) Stearn
- Drimia pancration (Steinh.) J.C.Manning & Goldblatt
- Drimia platyphylla (B.Nord.) J.C.Manning & Goldblatt
- Drimia polyantha (Blatt. & McCann) Stearn
- Drimia polyphylla (Hook.f.) Ansari & Sundararagh.
- Drimia porphyrantha (Bullock) Stedje
- Drimia pulchromarginata J.C.Manning & Goldblatt
- Drimia pumila ined.
- Drimia pusilla Jacq. ex Willd.
- Drimia razii Ansari
- Drimia rotunda (H.Perrier) J.C.Manning & Goldblatt
- Drimia rupicola (Trimen) Dassan.
- Drimia salteri (Compton) J.C.Manning & Goldblatt
- Drimia sanguinea (Schinz) Jessop
- Drimia saniensis (Hilliard & B.L.Burtt) J.C.Manning & Goldblatt
- Drimia sclerophylla J.C.Manning & Goldblatt
- Drimia secunda (B.Nord.) J.C.Manning & Goldblatt
- Drimia senegalensis (Kunth) J.C.Manning & Goldblatt
- Drimia simensis (Hochst. ex A.Rich.) Stedje
- Drimia sphaerocephala Baker
- Drimia sudanica Friis & Vollesen
- Drimia tazensis (Batt. & Maire) Stearn
- Drimia undata Stearn
- Drimia uniflora J.C.Manning & Goldblatt
- Drimia uranthera (R.A.Dyer) J.C.Manning & Goldblatt
- Drimia urgineoides (Baker) J.C.Manning & Goldblatt
- Drimia vermiformis J.C.Manning & Goldblatt
- Drimia virens (Schltr.) J.C.Manning & Goldblatt
- Drimia wightii Lakshmin.
- Drimia zambesiaca (Baker) J.C.Manning & Goldblatt